# Katja Lembke

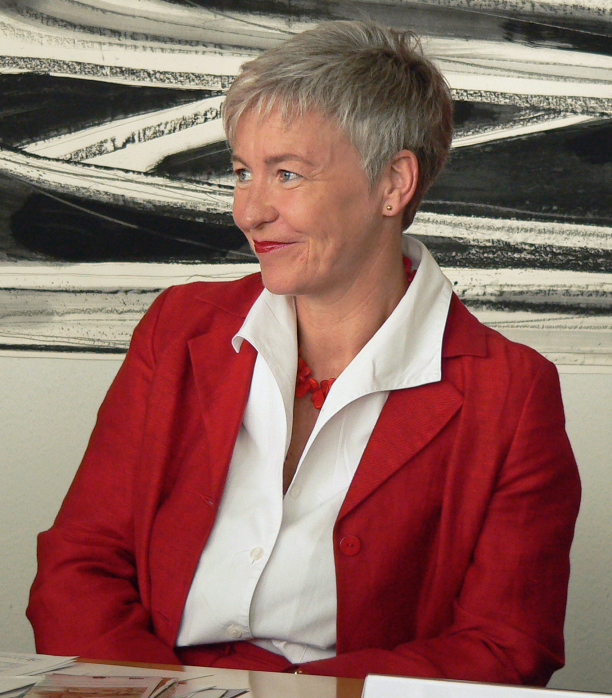
Katja Lembke (2012)

Katja Lembke (* 1965) ist eine deutsche Klassische Archäologin sowie Ägyptologin und Direktorin des Niedersächsischen Landesmuseums Hannover.

## Werdegang
Katja Lembke studierte von 1984 bis 1992 Klassische Archäologie, Ägyptologie und Latein am Leibniz-Kolleg (Studium generale) der Universität Tübingen, an der Universität München, den Universitäten La Sapienza und Gregoriana in Rom sowie an der Universität Heidelberg. 1992 wurde sie in Heidelberg bei Tonio Hölscher mit der Dissertation Das Iseum Campense in Rom promoviert. 1992/93 erhielt sie das Reisestipendium des Deutschen Archäologischen Instituts. Von 1994 bis 1996 arbeitete Lembke als Assistentin am Ägyptischen Museum Berlin. Danach leitete sie bis 2000 ein Projekt zur Dokumentation des Grabes des Siamun in der Oase Siwa, anschließend bis 2003 das Forschungsprojekt „Die Skulpturen aus dem Quellheiligtum von Amrit/Westsyrien“. 2002 begann sie zudem mit der Koordination des Teilprojektes „Ägyptisches Museum und Papyrussammlung“ des Projektes „Restaurierung und Baufreimachung Pergamonmuseum“, das bis 2004 lief. Von 2000 bis 2003 leitete sie das Forschungsprojekt „Die favissa des Herakles-Melqart-Heiligtums in Amrit“ im Rahmen des DFG-Schwerpunktprogramms „Formen und Wege der Akkulturation im östlichen Mittelmeerraum und im Schwarzmeergebiet“. 2002 begann Lembke ihre zweijährige Tätigkeit als Sachverständige für Ägyptische Kunst des Bundesamts für Bauwesen und Raumordnung (BBR). Hier war sie insbesondere für die Planung der Restaurierung und Baufreimachung des Ägyptischen Museums im Neuen Museum zuständig. Von 2005 bis 2011 war Lembke Leitende Direktorin und Geschäftsführerin der Roemer- und Pelizaeus-Museums Hildesheim GmbH. Während ihrer Amtszeit wurden zahlreiche kulturhistorische Ausstellungen (unter anderem „Kult um den Ball“ (2006), „Schönheit im Alten Ägypten. Sehnsucht nach Vollkommenheit“ (2006/07), „Maya. Könige aus dem Regenwald“ (2007/08), „Paradiese der Südsee. Mythos und Wirklichkeit“ (2008/09), „Zypern. Insel der Aphrodite“ (2010) und „Giza. Am Fuß der großen Pyramiden“ (2011)) sowie die Neuaufstellung der ägyptischen Dauerausstellung geplant und umgesetzt. Zudem lehrte sie zeitweise als Lehrbeauftragte am Institut für Klassische Archäologie der Universität Göttingen.
Zum 1. Mai 2011 wurde sie in Nachfolge von Jaap Brakke Leiterin des Niedersächsischen Landesmuseums in Hannover.
Bereits 2004 initiierte sie das Forschungs- und Restaurierungsprojekt „Die Petosiris-Nekropole von Hermupolis/Tuna el-Gebel“, das 2004–2011 von der DFG, 2011–2014 vom DAAD, 2015–2018 von der Volkswagenstiftung und seit 2017 wieder von der DFG sowie aktuell vom Auswärtigen Amt gefördert wird. Seit 2015 ist Lembke Honorarprofessorin an der Universität Göttingen, an der sie bereits seit 2001 als Dozentin tätig ist. Von 2018 bis 2022 fungierte sie als Sprecherin des Forschungsprojektes „Provenienzforschung in außereuropäischen Sammlungen und der Ethnologie (PAESE) in Niedersachsen“, das von der VolkswagenStiftung gefördert und als Verbundprojekt mit den Universitäten Göttingen und Hannover, dem Landesmuseum „Natur und Mensch“ Oldenburg, dem Städtischen Museum Braunschweig sowie dem Roemer- und Pelizaeus-Museum Hildesheim durchgeführt wird. Seit 2021 leitet sie ein archäologisches Forschungsprojekt auf dem Boden eines ehemaligen kolonial-deutschen Konzentrationslagers, das in der Folge des Vernichtungskrieges gegen die Herero und Nama auf der Haifischinsel vor Lüderitz in Namibia errichtet worden war. Sie hat dazu auch wissenschaftlich publiziert.

## Ehrenämter, Mitgliedschaften und Auszeichnungen
Katja Lembke engagiert sich in verschiedenen museal-kulturellen Bereichen sowie in verschiedenen kirchlichen Organisationen: Sie war Mitglied der Wissenschaftlichen Kommission Niedersachsen und der Jury zur Vergabe der Mittel des zentralen Ausstellungsfonds der Freien und Hansestadt Hamburg. Außerdem war sie Vorsitzende des Niedersächsischen Sachverständigenausschusses zum Schutz deutschen Kulturguts gegen Abwanderung. Lembke wurde zum Mitglied der 12. Synode der Evangelischen Kirche in Deutschland (2014–2020) und der 25. Landessynode der Evangelisch-lutherischen Landeskirche Hannovers (2014–2020) gewählt. Weitere Aufgaben hatte sie im Präsidium des Evangelischen Kirchenbautags, im Ausschuss für entwicklungsbezogene Bildung und Publizistik in Niedersachsen des KED (Kirchlicher Entwicklungsdienst der evangelisch-lutherischen Landeskirchen in Braunschweig und Hannover) sowie in der Jury der Stiftung zur Bewahrung kirchlicher Baudenkmäler in Deutschland übernommen. Aktuell ist sie Vorsitzende des Expertengremiums Kunst und Kultur im Haus kirchlicher Dienste Hannover, zweite Vorsitzende des Beirats des Martin von Wagner-Museums Würzburg, zweite Vorsitzende des Kirchbau- und Fördervereins Propsteikirche Basilika St. Clemens Hannover, Mitglied des Beirats des Berlin-Museums im Humboldt-Forum Berlin und Mitglied des Beirats der Stiftung Flucht, Vertreibung, Versöhnung in Berlin. Außerdem ist sie Mitglied im Auswahlausschuss der Studienstiftung des deutschen Volkes und Mentorin an der Leibniz-Universität Hannover sowie der Carl von Ossietzky Universität Oldenburg.
Katja Lembke ist seit 2003 korrespondierendes Mitglied des Deutschen Archäologischen Instituts, im Dezember 2021 wurde sie in die Historische Kommission für Niedersachsen und Bremen berufen. Im Juni 2021 wurde Katja Lembke in der Nachfolge von Patrick Schollmeyer für zwei Jahre zur neuen Vorsitzenden des Deutschen Archäologen-Verbandes gewählt. 2023 wurde Lembke für ihr Engagement in zahlreichen Ehrenämtern mit dem Cord-Borgentrick-Stein ausgezeichnet.

## Schriften (Auswahl)
- Das Iseum Campense in Rom. Studie über den Isiskult unter Domitian (= Archäologie und Geschichte. Band 3). Verlag Archäologie und Geschichte, Heidelberg 1994, ISBN 3-9801863-2-6.
- Phönizische anthropoide Sarkophage (= Damaszener Forschungen. Band 10). von Zabern, Mainz 2001, ISBN 3-8053-2662-9.
- Die Skulpturen aus dem Quellheiligtum von Amrit. Studie zur Akkulturation in Phönizien (= Damaszener Forschungen. Band 12). von Zabern, Mainz 2004, ISBN 3-8053-3403-6.
- Ägyptens späte Blüte. Die Römer am Nil (= Zaberns Bildbände zur Archäologie. Sonderbände der Antiken Welt). von Zabern, Mainz 2004, ISBN 3-8053-3276-9.
- Hannovers Nofretete. Die Bildnisse der Sent M´Ahesa von Bernhard Hoetger (= NahSichten. Band 2). Schnell & Steiner, Regensburg 2012, ISBN 978-3-7954-2627-9.
- Das Grab des Siamun in der Oase Siwa. Ammoniaca II (= Archäologische Veröffentlichungen des Deutschen Archäologischen Instituts Abteilung Kairo. Band 115). Harrassowitz, Wiesbaden 2014, ISBN 978-3-447-10239-1.
- Ikonen der Kunst – und wie sie zu dem wurden, was sie heute sind. Prestel, München 2021, ISBN 978-3-7913-8680-5.
- als Herausgeberin: Die Haifischinsel. Das erste deutsche Konzentrationslager. Nünnerich-Asmus, Oppenheim am Rhein 2023, ISBN 978-3-96176-242-2 (englische Ausgabe: Shark Island. The First German Concentration Camp. Nünnerich-Asmus, Oppenheim 2024, ISBN 978-3-96176-301-6).